# Солошенко, Владимир Андреевич
Владимир Андреевич Солошенко (род. 12 ноября 1946, Черепаново, Новосибирская область) — советский и российский учёный в области кормления сельскохозяйственных животных, академик РАСХН (2007), академик РАН (2013).

## Биография
Родился 12 ноября 1946 года в Черепанове Новосибирской области. Окончил Новосибирский СХИ (1970). В 1970—1972 старший лаборант Института цитологии и генетики СО АН СССР.
С 1972 года — в Сибирском НИИ животноводства: аспирант (1972—1975), младший научный сотрудник (1975—1978), старший научный сотрудник (1978—1984), ученый секретарь (1984—1986), заведующий отделом (1986—1992), заместитель директора по научной работе (1992—1998), директор (1998—2016).
С марта 2016 года — директор Сибирского научно-исследовательского и проектно-технологического института животноводства СФНЦА РАН.
Специалист в области скотоводства, кормления сельскохозяйственных животных и технологии производства комбикормов с использованием различных добавок. 
Доктор сельскохозяйственных наук (1991), профессор (1993), академик РАСХН (2007), академик РАН (2013).
Автор (соавтор) более 300 научных публикаций, в том числе 30 книг и брошюр, из них 7 монографий. Получил 12 патентов на изобретения.

## Сочинения
- Нормы и рационы кормления сельскохозяйственных животных: справ. пособие / соавт.: А. П. Калашников и др. — М.: Агропромиздат, 1985. — 352 с.
- Корма Сибири — состав и питательность: метод. рекомендации / соавт.: Б. В. Зайцев и др.; Сиб. н.-и. и проект.-технол. ин-т животноводства. — Новосибирск, 1988. — 679 с.
- Биотехнологические основы создания и развития мясного скотоводства в Северном Зауралье: справ. по мясн. скотоводству / соавт.: Н. Г. Гамарник и др.; Сиб. н.-и. и проект.-технол. ин-т животноводства. — Новосибирск, 2000. — 221 с.
- Справочник сибирского животновода / соавт.: М. Д. Чамуха и др. — Новосибирск, 2000. — 217 с.
- Концепция-прогноз развития животноводства России до 2010 года / соавт.: Г. А. Романенко и др.; РАСХН. — М., 2002. — 134 с.
- Концепция информатизации аграрной науки Сибири / соавт.: П. Л. Гончаров и др. — Новосибирск, 2003. — 56 с.
- Соя в Западной Сибири / соавт.: Н. И. Кашеваров и др.; Сиб. н.-и. и проект.-технол. ин-т животноводства и др. — Новосибирск, 2004. — 255 с.
- Трудный, но славный путь / соавт.: В. И. Клименок и др.; Сиб. н.-и. и проект.-технол. ин-т животноводства. — Новосибирск: Юпитер, 2005. — 112 с.
- Трансплантация эмбрионов крупного рогатого скота: метод. рекомендации / соавт.: А. С. Донченко и др.; Ин-т эксперим. ветеринарии Сибири и Дал. Востока и др. — Новосибирск, 2006. — 23 с.
- Животноводство на подворье и в личном крестьянском (фермерском) хозяйстве / соавт.: А. С. Донченко и др.; Новосиб. гос. аграр. ун-т. — Новосибирск, 2007. — 344 с.
- Межрегиональная схема специализации сельскохозяйственного производства в субъектах Российской Федерации Сибирского федерального округа / соавт.: А. С. Донченко и др.; Сиб. отд-ние Россельхозакадемии. — Новосибирск, 2008. — 93 с.
- Основные мероприятия по зооветеринарному контролю при завозе импортного крупного рогатого скота: метод. рекомендации / соавт.: А. С. Донченко, Н. А. Шкиль; Ин-т эксперим. ветеринарии Сибири и Дал. Востока и др. — Новосибирск, 2009. — 55 с.
- Повышение белковомолочности крупного рогатого скота с использованием молекулярно-генетических маркеров: метод. рекомендации / соавт.: Г. М. Гончаренко и др.; Сиб. НИИ животноводства. — Новосибирск, 2011. — 28 с.
- Новое в кормлении животных: справ. пособие / соавт.: В. И. Фисинин и др.; Всерос. НИИ животноводства и др. — М.: Изд-во РГАУ-МСХА, 2012. — 612 с.
- Ведение кормопроизводства в Сибири: практ. пособие / соавт.: Н. И. Кашеваров и др.; Сиб. НИИ кормов и др. — Новосибирск, 2013. — 80 с.